# Euclinia suavissima
Euclinia suavissima är en måreväxtart som först beskrevs av Anne-Marie Homolle och Alberto Judice Leote Cavaco, och fick sitt nu gällande namn av J.-f.Leroy. Euclinia suavissima ingår i släktet Euclinia och familjen måreväxter.
Artens utbredningsområde är Madagaskar. Inga underarter finns listade i Catalogue of Life.